# Großschwabhausen
Großschwabhausen település Németországban, azon belül Türingiában. Lakosainak száma 1076 fő (2023. december 31.).

## Népesség
A település népességének változása:
| Lakosok száma | 1076 | 1069 | 1055 | 1058 | 1076 |
|               | 2017 | 2019 | 2021 | 2022 | 2023 |